# Jamaica, Land We Love
Jamaica, Land We Love (Jamaica, terra che amiamo) è l'inno nazionale Giamaicano dal 19 luglio 1962. Composto nel 1961, il testo è stato scritto da Hugh Sherlock, mentre la musica è stata scritta da Robert Lightbourne ed arrangiata da Mapletoft Poulle.

## Testo ritornello
Eternal Father, Bless our land

Guide us with thy mighty hand

Keep us free from evil powers

Be our light through countless hours

To our leaders, Great Defender,

Grant true wisdom from above

Justice, truth be ours forever

Jamaica, land we love

Jamaica, Jamaica, Jamaica, land we love
Teach us true respect for all

Stir response to duty's call

Strengthen us the weak to cherish

Give us vision lest we perish

Knowledge send us, Heavenly Father,

Grant true wisdom from above

Justice, truth be ours forever

Jamaica, land we love

Jamaica, Jamaica, Jamaica, land we love

## Traduzione in Italiano
Eterno Padre, benedici la nostra terra

Guidaci con la tua mano potente

Tienici liberi dai poteri malvagi

Sii la nostra luce per innumerevoli ore

Ai nostri dirigènti, grande difensore,

Concedi la vera saggezza dall'alto

La giustizia, la verità sia nostra per sempre

Giamaica, terra che amiamo

Giamaica, Giamaica, Giamaica, terra che amiamo
Insegnaci il vero rispetto per tutti

Stimola la risposta alla chiamata del dovere

Rafforza noi deboli da amare

Dacci una visione per non perire

La conoscenza inviaci, Padre celeste,

Concedi la vera saggezza dall'alto

La giustizia, la verità sia nostra per sempre

Giamaica, terra che amiamo

Giamaica, Giamaica, Giamaica, terra che amiamo
Nella versione originale, la parola "guide" era sostituita da "guard"